# بیوک ملکی
بیوک ملکی (زاده ۱۳۳۹) شاعر، تصویرگرونویسنده کودک و نوجوان ایرانی است.

## زندگی
بیوک ملکی در سالِ ۱۳۳۹ در روستای زرجه بستان که از توابع قزوین است، به دنیا آمد. در کودکی به تهران آمد و در همان دوران به شعر و خصوصاً شعرهای پروین اعتصامی علاقه‌مند شد. همین زمینه‌ای بود که به شعر گفتن روی بیاورد. با ورود به دوره دبیرستان و با پیگیری پدر و معلمش او شروع به شعر گفتن کرد.
پس از انقلاب، ملکی شروع به چاپ شعرهایش در نشریه‌های کودک و نوجوان کرد و همزمان در جلسات متعدد شعر نیز شرکت می‌کرد. او از سال ۱۳۶۲ در کانون پرورش فکری کودکان و نوجوانان کار می‌کرد و در سال ۱۳۶۴ به خاطر مخالفت با حضور انجمن حجتیه در مدیریت کانون از آنجا اخراج شد. در طول سالیان بعد او در رادیو و سپس در واحد کودک و نوجوان حوزه هنری شروع به کار کرد که از هر دوی آنها نیز اخراج شد. سر آخر در سال ۱۳۶۷، بیوک ملکی با همراهی قیصر امین‌پور و فریدون عموزاده خلیلی و چندی دیگر از نویسندگان نشریه سروش را بر پا کردند که او تا سال ۱۳۸۲ که نشریه تعطیل شد در آنجا کار می‌کرد و دوره زیادی سردبیر سروش بود. او در حال حاضر مدیرعامل دفتر شعر جوان است وهمچنین مسئول هنری بخش کودک و نوجوان انتشارات امیر کبیر نیز هست.

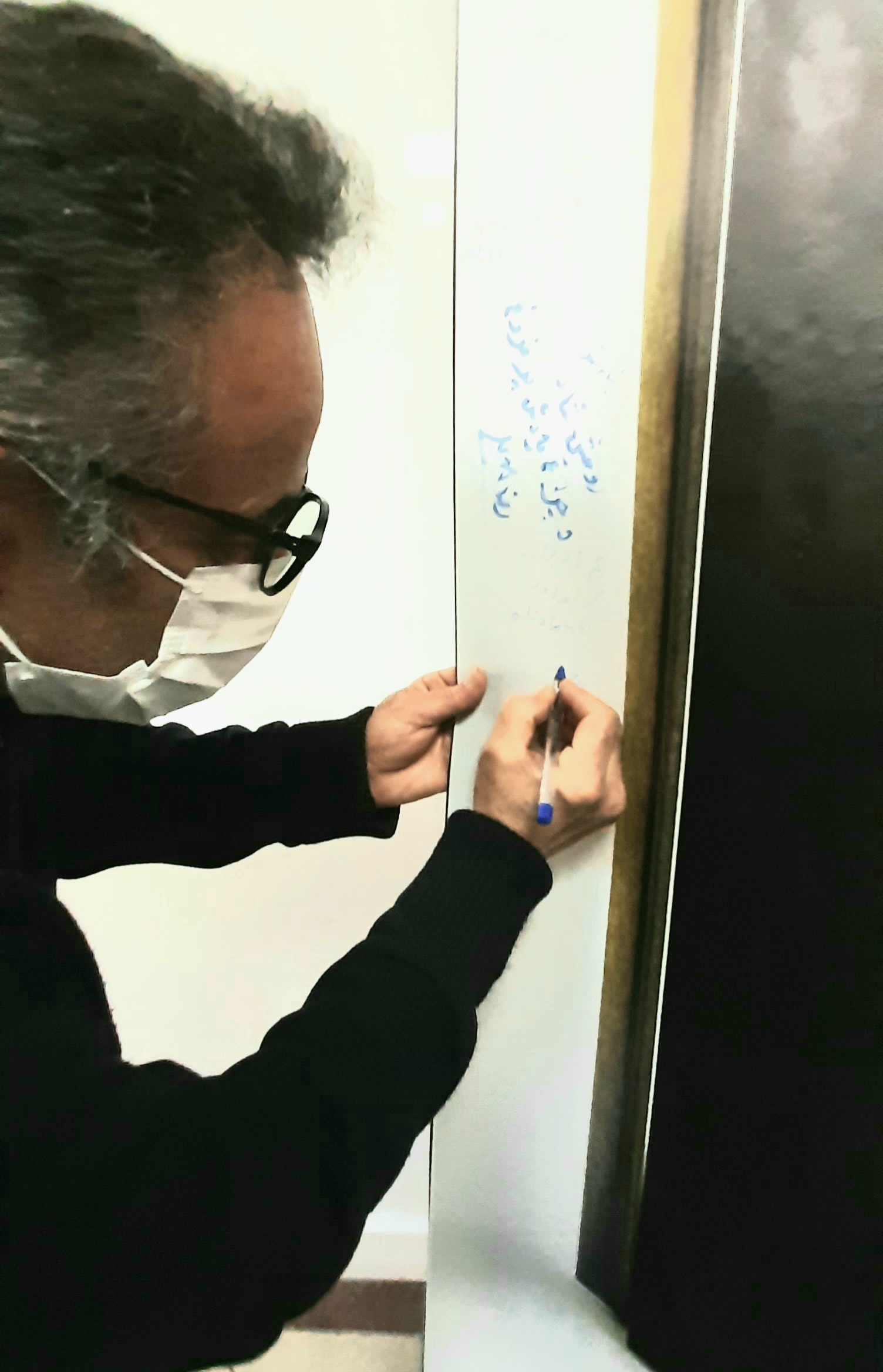
بیوک ملکی درحال نوشتن بر روی پوستر؛ رونمایی از دیوان استاد یاور همدانی؛ ۱۳۹۹ خورشیدی

## سبک
بیشتر شعرهای بیوک ملکی آثاری هستند که برای کودک و نوجوان نوشته شده‌اند. طبق گفته خودش او چندان به مطالب نظری در حوزه شعر علاقه ندارد و پیش از چاپ آثارش نظر منتقدان و مخاطبان را جویا می‌شود.
برخی از اشعار بیوک ملکی در هم‌تنیدگی و پیوستگی زندگی را در غالبی نوین و سحرانگیز به نمایش می‌گذارد. شعر زیر بخشی از کتاب در پیاده‌رو است:
لحظه لحظه زندگی
مثل عابری در این پیاده‌رو
 دیده می‌شود
این پیاده‌رو فقط
در کنار کوچهٔ من و تو نیست
این پیاده‌رو
تا سراسر زمین کشیده می‌شود
— بیوک ملکی، در پیاده‌رو

## کتابشناسی

### کتاب‌ها
- ستاره باران، انتشارات برگ، ۱۳۶۶
- بربال رنگین کمان، سروش، ۱۳۷۰
- پشت یک لبخند، بنفشه، ۱۳۷۱
- کوچه دریچه‌ها، کانون پرورش، ۱۳۷۶
- از هوای صبح، سروش، ۱۳۷۶
- در پیاده‌رو، تربیت، ۱۳۸۰، از چاپ ششم و هفتم در انتشارات امیر کبیر
- باز با باران، کانون، ۱۳۸۵، گزیده
- بیا بگیر سیب را، کانون، ۱۳۸۷
- مترسک عاشق بود، افق، ۱۳۸۹
- روزهای بادبادک، مروارید، ۱۳۹۳
- چرا تو سنگی، کانون پرورش، ۱۳۹۴
- بوق سگ، پیدایش ۱۳۹۵

### تصویرگری
- تصنیف «آمدی» آهنگساز «فریدون حافظی»
- تصنیف «خزان» آهنگساز «منصور نریمان». خواننده «سالار عقیلی»
- تصنیف «ساحل» آهنگساز «زندیان». خواننده «سالار عقیلی». اجرا در ارکستر ملی

## جوایز و افتخارات
- برگزیده بیست سال ادبیات کودک و نوجوان (انجمن نویسندگان)
- برگزیده جشنواره بیست سال ادبیات پایداری
- برنده چهار لوح زرین از کانون پرورش فکری کودکان و نوجوانان
- برنده «دوچرخه طلایی» برای کتاب «در پیاده‌رو»
- تقدیری کتاب سال وزارت ارشاد
- برگزیده جشنواره شعر فجر (دو دوره)
- برگزیده جایزه عباس یمینی شریف (شورای کتاب کودک) برای کتاب مشترک هیچ هیچ هیچانه